# Il pianeta dell'esilio
Il pianeta dell'esilio (Planet of Exile) è un romanzo di fantascienza di Ursula K. Le Guin del 1966.
È il secondo romanzo, in ordine di pubblicazione e non di cronologia interna, del Ciclo dell'Ecumene.

## Trama
La storia si svolge su Werel, terzo pianeta immaginario del sistema Gamma Draconis. Il pianeta costituisce un sistema binario assieme al suo satellite, rispetto al quale il periodo di rotazione (ciclo lunare) è di quattrocento giorni terrestri. Il periodo orbitale intorno al sole è invece di circa sessanta cicli lunari, periodo definito come Anno locale. L'uso di questa parola nel romanzo ricorda pertanto concettualmente il secolo nella terminologia terrestre, ovvero un periodo molto lungo in base al quale sono scandite le epoche della storia.
Al momento della narrazione, il pianeta sta preparandosi all'ingresso nella fase invernale, che i più giovani abitanti non hanno mai conosciuto. Protagonisti dell'intreccio narrativo sono la giovane Rolery, che fa parte della tribù di Tevar, suo padre Wold, l'anziano capo, e Jakob Agat, uno dei discendenti della colonia hainita originaria, che assieme a poche centinaia di suoi simili sopravvive sul pianeta in condizioni ostili nella città di Landin, posta in riva al mare. Agat è dunque un rappresentante della razza considerata aliena dagli indigeni, che discende direttamente dai terrestri. La colonia d'origine, creata dai primi giunti sul pianeta con le navi spaziali, era stata poi abbandonata. 
Dopo decine di generazioni, i superstiti sembrano ormai in via d'estinzione, in quanto la compatibilità fra la biologia terrestre e l'ecosistema planetario è minima. Gli alieni vivono in una città organizzata e considerano a volte non umani i nativi indigeni, e viceversa gli indigeni, che non comprendono il concetto di città, tendono a considerarsi gli unici veri uomini (il termine umano è pertanto usato diversamente a seconda dell'ambientazione del momento). A causa della diversità biologica, gli alieni si ammalano, in quanto il loro organismo non è adatto alla flora batterica indigena, ed hanno difficoltà nutrizionali e metaboliche. Inoltre, in ossequio alle leggi della Lega dei Pianeti essi hanno rinunciato da molte generazioni all'impiego di tecnologie troppo avanzate rispetto al livello evolutivo dei nativi. A differenza di questi, gli alieni sono anche dotati di capacità telepatiche, che è severamente proibito utilizzare con gli indigeni; alieni e nativi possono unirsi sessualmente, ma l'accoppiamento è sterile. 
Il romanzo narra il tentativo di Agat di convincere la comunità di Tevar che un'altra popolazione indigena, i Gaal, sta muovendo verso la tribù di Tevar e la vicina città di Landin per prepararsi all'inverno, con intenzioni bellicose che in passato non avevano manifestato. 
Wold crede ad Agat ma non riesce a far valere la sua volontà fra i nativi in quanto questi e Rolery si innamorano e la credibilità dell'alieno e dello stesso Wold viene minata. Pertanto Agat viene selvaggiamente picchiato ed è costretto a rinunciare al tentativo di alleanza. La città di Landin si prepara a resistere da sola all'arrivo dei Gaal; solo una minoranza di Tevarani, comprendente anche Wold e Rolery, guidati dall'amico Umaksuman, si unisce agli alieni. 
La tribù di Tevar viene massacrata, mentre Landin resiste all'assedio della piazza centrale in cui i rifugiati hanno trovato disperatamente scampo. Durante l'assedio, Wattock, il medico, scopre che anche le ferite della propria gente vengono aggredite dai batteri, e intuisce che la mutazione è finalmente avvenuta: gli alieni hanno finalmente stabilito una relazione biologica valida con il mondo che li ospita. Forse, Agat e Rolery potranno procreare il primo individuo di una nuova razza ibrida. I Gaal finalmente si ritirano e i protagonisti riescono a salvarsi.

## Edizioni
- Ursula K. Le Guin, Planet of Exile, collana Hainish Cycle, Ace Books, 1966.
- Ursula K. Le Guin, Il pianeta dell'esilio, traduzione di Riccardo Valla, Cosmo. Collana di Fantascienza n. 84, Editrice Nord, 1979.
- Ursula K. Le Guin, Il pianeta dell'esilio, traduzione di Riccardo Valla, Oscar, Mondadori, 2016.